# Anti-Char Rapide Autopropulsé
Ne doit pas être confondu avec Acra.
L' AntiChar Rapide Autopropulsé – ou Autoguidé – (ACRA) est un projet abandonné de missile guidé antichar tiré par canon supersonique développé par la France tiré par un canon de calibre de 142 mm.

## Historique
Ce programme commence à être développé en 1961 par l'Atelier de construction de Puteaux (APX) et, à sa création en 1971, par le Groupement Industriel des Armements Terrestres. Il est inspiré par les travaux du missile américain MGM-51 Shillelagh. Le canon de 142 mm pouvait tirer soit le missile ACRA soit des roquettes non-guidées.
Le missile ACRA allume son accélérateur à carburant solide après avoir quitté le tube du canon à 150 m/s ; il atteint alors une vitesse de 500 m/s soit 1 800 km/h et son temps de vol, à 3 300 mètres de portée, est de sept secondes. Il pouvait être tiré à quatre coups par minute et percer un blindage de 380 mm sous incidence de 65°. Sa charge militaire est une charge creuse de 2 kg de RDX.
Cette période a connu de profonds bouleversements technologiques, ce qui a influé largement sur le projet. Le guidage initial était un projecteur de faisceau utilisant des lampes au xénon et s'est rapidement orienté sur l'utilisation d'une source laser, première utilisation en France de ce procédé. CGE Marcoussis, puis sa filiale Compagnie industrielle des lasers, développe les illuminateurs lasers à 1,06 micromètre (émetteur solide) utilisés pour ACRA et le pod ATLIS et TRT (filiale de Philips) a été chargée, en 1964, du récepteur arrière de l’ACRA. Il s'agit d'un laser Nd-YAG émettant en multimode d'une puissance de 40 watts.
La roquette non guidée a une masse seule de 15 kg et de 21 kg dans son étui, sa longueur est de 64 cm seule et de 90 cm dans son étui. Elle a d'une portée théorique de 8 000 m mais l'élévation du canon étant insuffisante pour permettre un tir de volée semblable. Sa vitesse à la sortie du canon est de 1 980 km/h, un petit moteur-fusée l’augmente ensuite à 2 520 km/h et sa trajectoire est stabilisée par six ailettes. Elle emporte soit l'ogive de 2 kg de RDX/TNT contre les véhicules blindés, soit une ogive de 2 kg de trinitrotoluène contre l'infanterie et les véhicules légers.
Un char de combat principal AMX-30 a porté la tourelle T142 ACRA mise à l'essai entre 1970 et 1974 et un premier prototype d'AMX-10 P a été modifié en 1970 en chasseur de char, deux autres prototypes sont livrés en 1971. 
Le coût du missile ayant fortement augmenté à un million de francs français le coup et ne pouvant être utilisé à bord d'hélicoptères, le projet est abandonné en 1971/1972 bien que les essais continuent jusqu’en décembre 1974. Environ 500 missiles seront tirés. C’est la fin de l’APX comme bureau d’études de missiles antichars. L'Euromissile HOT sera le missile antichar lourd standard de l'Armée française à partir de 1979.

## Armes équivalentes
- MGM-51 Shillelagh
- 9M119
- LAHAT (en)